# Närstridsspännet
Närstridsspännet (tyska Nahkampfspange) var en utmärkelse i Tredje riket och förlänades militär personal som hade deltagit i närkamp man mot man. Utmärkelsen instiftades den 25 november 1942.
Närstridsspännet fanns i tre klasser:
- Guld – 50 närstridsdagar
- Silver – 30 närstridsdagar
- Brons – 15 närstridsdagar

### Webbkällor
- ”Close Combat Bar – Dei Nahkampfspange” (på engelska). Wehrmacht-Awards.com. Arkiverad från originalet den 22 juli 2013. https://www.webcitation.org/6IJKSQ6p0?url=http://www.wehrmacht-awards.com/war_badges/heer/close_combat_bar.htm. Läst 22 juli 2013.